# 诺韦德拉泰
诺韦德拉泰（義大利語：Novedrate），是意大利科莫省的一个市镇。总面积2平方公里，人口2915人，人口密度1457.5人/平方公里（2009年）。ISTAT代码为013163。